# キセリ
キセリまたはキセーリまたはキッセル (エストニア語: kissell、フィンランド語: kiisseli、ラトガリア語：keiseļs、ラトビア語: ķīselis、リトアニア語: kisielius、ポーランド語: kisiel、ロシア語: кисель、kisél'、ウクライナ語: кисiль、ベラルーシ語: кісель、kisél') はとろみのあるフルーツ料理で、デザートまたは飲料として供される。キセリはモルスのように甘くしたベリー類のジュースからなるが、コーンスターチや馬鈴薯澱粉、クズウコンなどでとろみをつけてあり、赤ワインや生のフルーツまたはドライフルーツを加えることもある。デンマークのロドグロド (rødgrød)、ドイツのローテグリュッツェ (rote Grütze)とよく似ている。スウェーデンのブレアーゾッパ (blåbärssoppa) もビルベリーを用いて同じように作る。
キセリは温製でも冷製でも供されるが、どちらも甘くしたクワルクやセモリナプディングが添えられる。キセリはパンケーキに乗せたり、アイスクリームと一緒に食べたりもする。デンプンを少なめにしたキセリは飲料として供され、ポーランドやロシア、ウクライナではそちらの方が一般的である。寒い時期に東ヨーロッパ諸国の家庭で作られることが多い。お湯で溶かすだけでOKな粉末タイプも販売されている。

## 語源

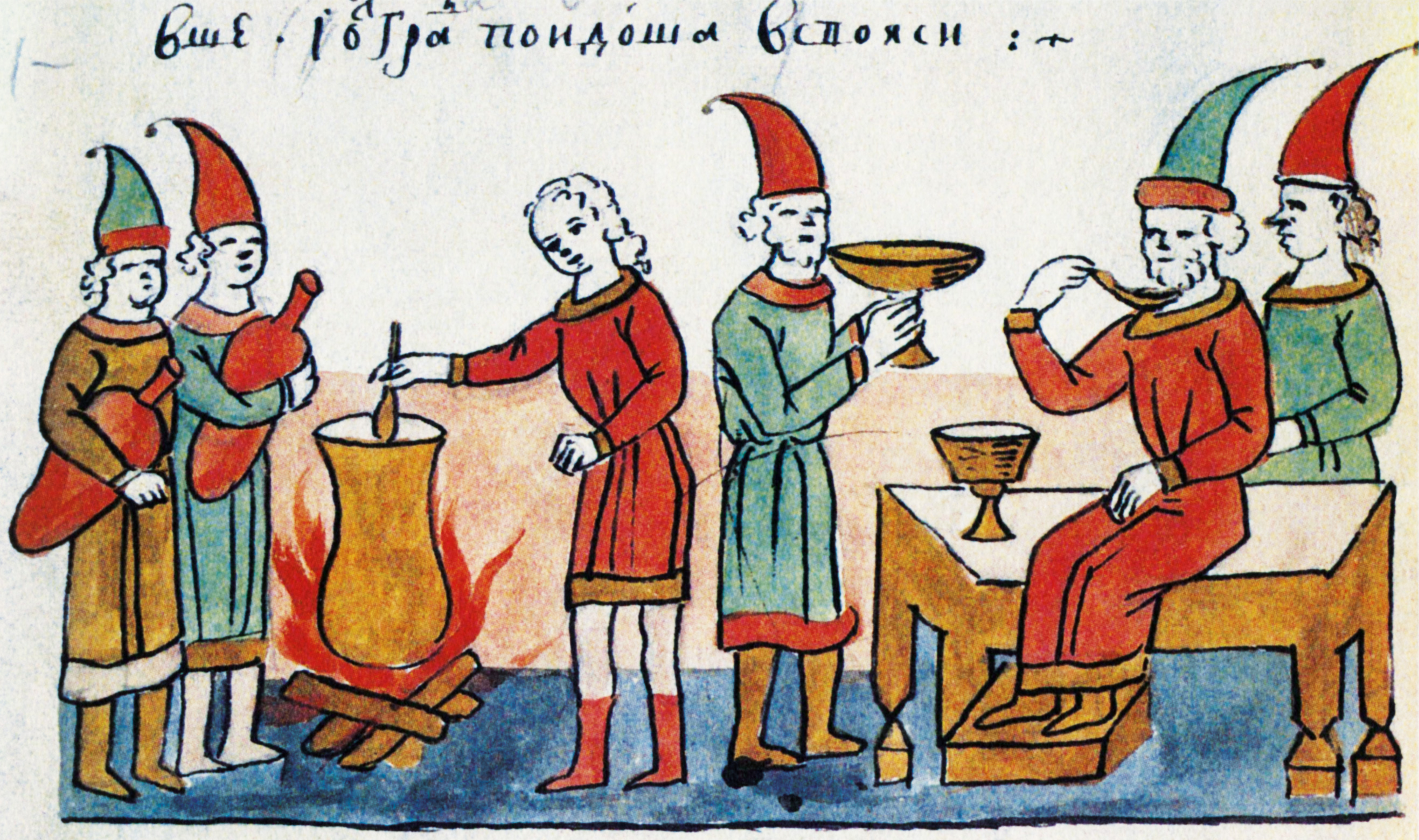
ベルゴロドでキセリを作っている様子。ラジヴィウ年代記のミニアチュールより。

キセリの名前はスラブ語で「酸味」を意味するキスリ (ロシア語: кислый kisly) に由来し、古いスラブ料理にあった発酵した穀物のカーシャ (オート麦のことが多かったがどんな穀物でもよく、エンドウやレンズ豆などの豆類も使われた) や弱いサワードウのことを指した。キセリは、997年のキエフ・ルーシのベルゴロド公とペチェネグの抗争を描いた年代記に初めて出てくる。ベルゴロドの食料が尽き飢餓が始まると、住民たちは老人のアドバイスに従って穀物屑でキセリを、最後に残ったハチミツ酒から甘い飲み物を作った。さらに見せかけだけの井戸を2つ掘り、それぞれの底に置いた木桶にキセリと飲み物を満たした。そして、住民たちはペチェネグの大使を街に招き入れ、大使の目の前で偽の井戸からキセリと飲み物を汲み上げてもてなした。大使は井戸から食物が出てくることに大いに驚き、それを聞いたペチェネグは、ルーシ人達が大地で自らを養っていると恐れ、包囲を解くことを決めたという。

## 作り方
現在では、ポーランドの多くの家庭で伝統的な作り方ではなくインスタントミックスを使ってキセリを作っている。人気があるのはポーランドではイチゴ、グースベリー、ラズベリー、ロシアではクランベリー、サクランボ、レッドカラント (フサスグリ) である。リトアニアではクランベリーのキセリ(リトアニア語: spanguolių kisielius) がクリスマス・イヴの夜に食べる伝統的な食事 Kūčios で供される。フィンランドでは野山ですぐに見つかり手に入りやすいビルベリーや、プルーン、アンズ、イチゴでキセリを作る。とろみは加えるデンプンの量によって大きく変わるが、とろみが弱くスープのように飲みやすいものから、ゼリーのように固くスプーンで食べるものまである。ルバーブを使うこともあるが、だいたいは酸味を和らげるためイチゴも加える。プルーンのキセリ (luumukiisseli) は伝統的にライスプディングと共にクリスマスに食べる。ミルクのキセリ (maitokiisseli) は砂糖を加えてバニラで風味をつけた牛乳で作る。

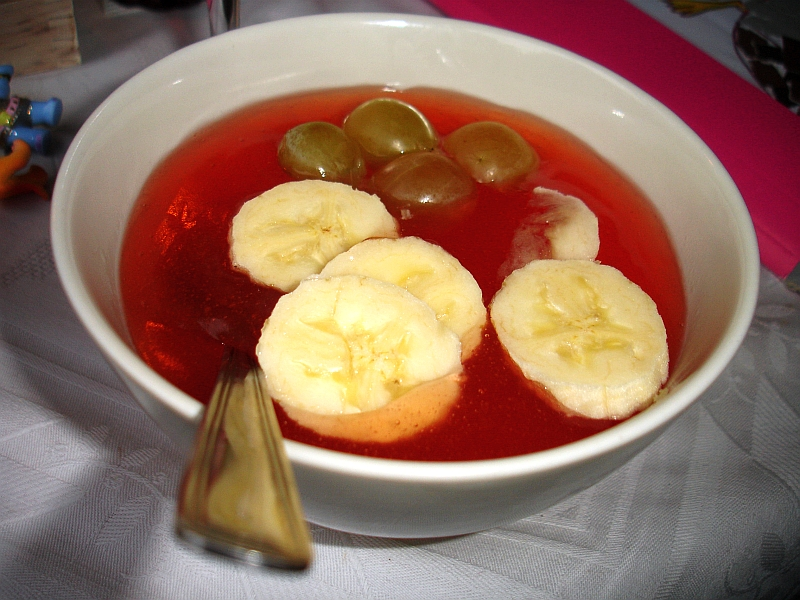
ポーランドで売られているイチゴのキセリ
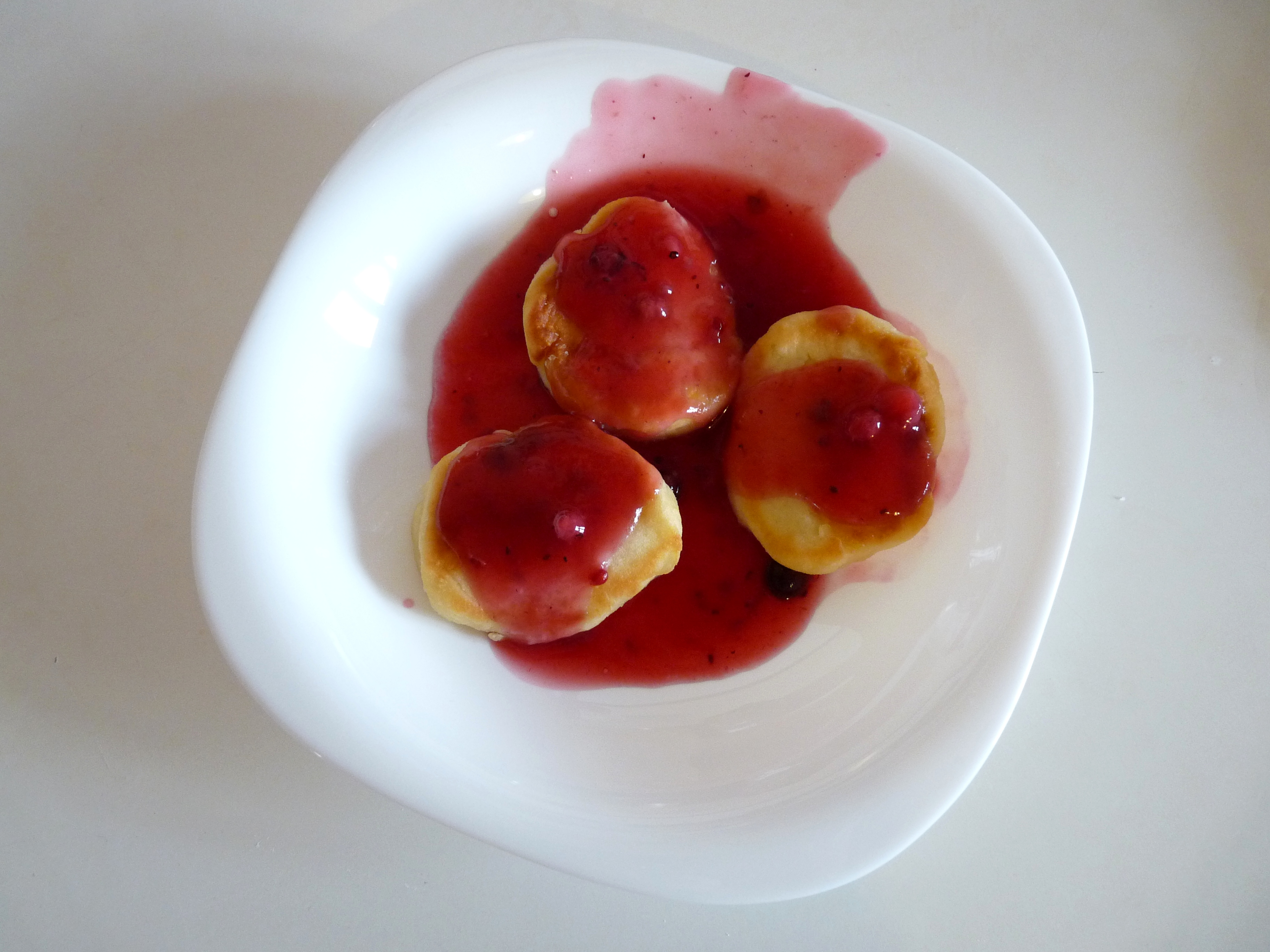
ロシアのシルニキとキセリ
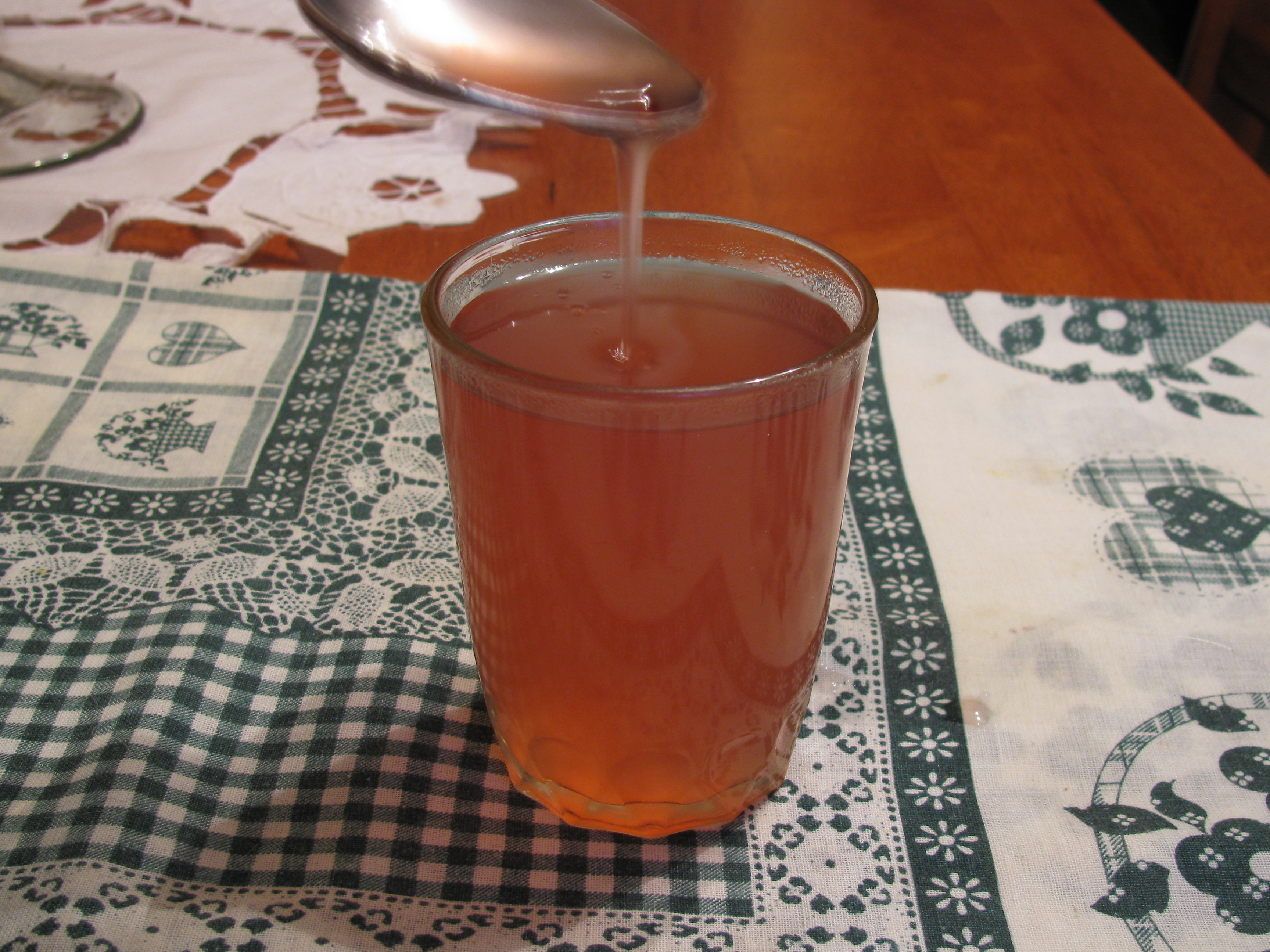
ウクライナのクロスグリのキッセル（飲料）

## 文化において
ロシアのおとぎ話では、魅惑の国には「キセリの岸辺を流れるミルクの川」があると描かれる。この表現は、ロシア語で「豊かな生活」または「地上の楽園」を意味する熟語になっている。
ポーランドとロシアでは、遠縁の者を指すのに「キセリの上に水7杯」(the seventh water on kissel) という言い回しがある。
ロシア民話ではベイン編集の『ヴェルリオーカ』の中に豆のキセリの話が登場する。

### レシピ
- Apple-Cranberry Kissel with Sweet Sour Cream
- Berry Kissel recipe
- Cranberry kissel
- Hot Cranberry Kissel
- Summer Berry Basil Kissel